# Ricochet (Band)
Ricochet ist eine Progressive-Rock-Band aus Hamburg.

## Geschichte
Die Band wurde Anfang der 1990er-Jahre gegründet. 1994 wirkte sie in der ARD-Vorabendserie „Großstadtrevier“ mit. Das 1996er-Debütalbum Among the Elements stieß vor allem in Europa auf positive Resonanz der Kritiker und konnte hohe Verkaufszahlen erringen. Sie hatten nach der Veröffentlichung des Albums diverse Live-Auftritte, unter anderem im Vorprogramm von Yngwie Malmsteen und beim Wacken Open Air.
Der Höhenflug wurde allerdings durch den Ausstieg von Sänger René Jobig und Bassist Sören Hückel unterbrochen. Während die Band für letzteren mit dem Göttinger Hans Strenge schnell einen Nachfolger gefunden hatte, war der Verlust des Frontmannes der Beginn einer fast zweijährigen Durststrecke für Ricochet, da die Band aus vielen Bewerbern keinen Nachfolger für ihren Sänger küren konnte. Mit Christian Heise fand man im Herbst 1997 einen neuen Frontmann, der die Band jedoch nach fast genau dreizehn Jahren im Oktober 2010 aus privaten Gründen verließ. Der neue Sänger Michael Keuter, seit 2011 Mitglied der Band, hat unter anderem bereits zusammen mit Metalgrößen wie Kai Hansen oder Michael Weikath Musik gemacht und war zuletzt mehrere Jahre mit der Uriah-Heep-Coverband „Easy Livin“ aktiv.

## Stil
Während zu Beginn des gemeinsamen Schaffens teilweise noch deutlich Anleihen an Vorbilder wie Dream Theater oder Marillion aus der Musik herauszuhören waren, wurde der eigene Stil der Band mit zunehmender Zeit immer deutlicher. Einer der Gründe war, dass alle Bandmitglieder sich auch anderen Projekten widmeten und damit neue Einflüsse hereinbrachten. Keyboarder Björn Tiemann etwa war auf den beiden letzten Kingdom-Come-Alben zu hören.
Das zweite Album der Band, Zarah - A Teartown Story, handelt vom ebenso kurzen wie von Leiden gezeichnete Weg eines jungen Mädchens, vom Missbrauch über die Ermordung des Täters bis zu ihrem Selbstmord während der Zeit im Gefängnis.

## Diskografie
- 1994: Holy Bell (EP, Eigenvertrieb)
- 1996: Among the Elements (T&T)
- 2005: Zarah - A Teartown Story (Eigenvertrieb/Prog Rock Records)
- 2023: Kazakhstan (Eigenvertrieb/TimeZone Distribution)